# NGC 5742
NGC 5742 (другие обозначения — MCG -2-38-7, IRAS14428-1135, PGC 52707) — линзообразная галактика (S0) в созвездии Весы.
Этот объект входит в число перечисленных в оригинальной редакции «Нового общего каталога».